# جواد زرینچه
جواد زرینچه (زاده ۱ مرداد ۱۳۴۵) بازیکن سابق تیم ملی فوتبال ایران و باشگاه استقلال تهران است.

او تاکنون در تیم‌های لکوموتیو، بوتان، ژاندارمری، کشاورز تهران، استقلال تهران و صباباتری بازی کرده و در تیمهایی همچون آلومینیوم اراک، آلومینیوم هرمزگان، کاوه تهران، راهیان کرمانشاه و شهرداری یاسوج مربی‌گری کرده‌است.
زرینچه ۱۴ سال برای باشگاه فوتبال استقلال بازی کرد و سابقه کاپیتانی این تیم را داراست.
زرینچه همراه استقلال و تیم ملی افتخارات بسیاری به دست آورده‌است که دو تا از مهمترین افتخارات او همراه با تیم ملی قهرمانی در بازی های آسیایی ۱۹۹۰ پکن و قهرمانی بازی های آسیایی ۱۹۹۸ بانکوک است

## آمار ملی

### بازی‌های ملی
| ایران | ایران | ایران | ایران  |
| سال   | بازی  | گل    | پاس گل |
| ----- | ----- | ----- | ------ |
| ۱۹۸۷  | ۲     | ۰     | ۰      |
| ۱۹۸۸  | ۹     | ۰     | ۰      |
| ۱۹۸۹  | ۱۱    | ۰     | ۰      |
| ۱۹۹۰  | ۶     | ۰     | ۰      |
| ۱۹۹۱  | ۲     | ۰     | ۱      |
| ۱۹۹۲  | ۷     | ۰     | ۰      |
| ۱۹۹۳  | ۱۵    | ۱     | ۱      |
| ۱۹۹۴  | ۴     | ۰     | ۰      |
| ۱۹۹۷  | ۲     | ۰     | ۰      |
| ۱۹۹۸  | ۱۳    | ۰     | ۱      |
| ۱۹۹۹  | ۶     | ۰     | ۰      |
| ۲۰۰۰  | ۳     | ۰     | ۰      |
| مجموع | ۸۰    | ۱     | ۳      |

### گل‌های ملی
| شماره | تاریخ       | میزبان | بازی ملی | حریف    | نتیجه | رقابت        |
| ----- | ----------- | ------ | -------- | ------- | ----- | ------------ |
| ۱     | ۱ ژوئن ۱۹۹۳ | تهران  | ۳۸       | پاکستان | ۵–۰   | جام اکو ۱۹۹۳ |

## زندگی شخصی
جواد زرینچه اصالتا اهل شهر سراب است . اودارای سه فرزند به نام‌های محمدرضا، کوروش و افسون است.

## رکورد بیش از ۳۰۰ بازی در استقلال
جواد زرینچه جزو پنج بازیکنی است که از مرز ۳۰۰ بازی در استقلال گذشته‌است و با انجام ۳۰۵ بازی با پیراهن استقلال چهارمین بازیکنی است که بیشترین بازی را برای این تیم انجام داده است.همچنین زرینچه ۱۳۶ بار در استقلال بازی را به عنوان کاپیتان شروع کرده است و از این لحاظ سومین رکورددار تاریخ باشگاه استقلال است.

## حضور در جام‌جهانی
جواد زرینچه جزو بازیکنان ایران در جام‌جهانی ۱۹۹۸ فرانسه بود و در این تورنمنت در هر سه بازی ایران در ترکیب اصلی به میدان رفت و در بازی برابر تیم ملی آمریکا یک پاس گل بسیار عالی به حمید استیلی داد تا بدین ترتیب یک پاس گل به نام این بازیکن در جام‌جهانی ثبت شود.
زرینچه ۲۳۷ دقیقه در جام‌جهانی ۱۹۹۸ فرانسه برای تیم ملی فوتبال ایران بازی کرد. در بازی با تیم ملی یوگسلاوی به‌ طور ۹۰ دقیقه کامل در زمین بازی بود. در بازی با تیم ملی آمریکا در دقیقه ۷۷و در بازی با تیم ملی آلمان در دقیقه ۷۰ تعویض شد.

## افتخارات ملی و باشگاهی
افتخارات باشگاهی
استقلال تهران
نایب قهرمانی جام باشگاه‌های آسیا ۱۹۹۹–۱۹۹۸
قهرمانی در لیگ قدس ۶۹–۱۳۶۸
قهرمانی در لیگ آزادگان ۷۷–۱۳۷۶
قهرمانی در لیگ آزادگان ۸۰–۱۳۷۹
قهرمانی در جام حذفی ۷۵–۱۳۷۴
قهرمانی در جام حذفی ۷۹–۱۳۷۸
قهرمانی در جام حذفی ۸۱–۱۳۸۰
قهرمانی در جام باشگاه‌های تهران ۱۳۷۰
افتخارات ملی
قهرمانی در بازی های آسیایی ۱۹۹۰ پکن
قهرمانی در جام اکو ۱۹۹۳
قهرمانی در بازی های آسیایی ۱۹۹۸ بانکوک
صعود به جام جهانی ۱۹۹۸ فرانسه

## دوران مربیگری در استقلال تهران

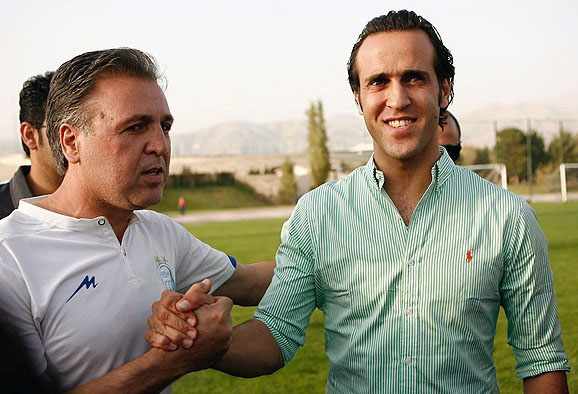
جواد زرینچه و علی کریمی/ تمرین تیم استقلال / مهرماه ۱۳۹۳

زرینچه در دو دوره مختلف به عنوان مربی موقت نفر اول نیمکت استقلال بوده‌است و یکبار هم در فصل ۹۴–۹۳ کمک مربی استقلال بوده‌است.
زرینچه بار اول و پس از اخراج ناصر حجازی در سال ۱۳۷۸ در چهار بازی هدایت استقلال را بر عهده داشت که عملکرد او کسب ۳ برد و ۱ تساوی بوده‌است.
زرینچه بار دوم و پس از اخراج رولاند کخ در سال ۱۳۸۲ و باز هم در چهار بازی هدایت استقلال را بر عهده داشت که عملکرد اینبار او بسیار ضعیف بود و با کسب یک تساوی و ۳ شکست از این سمت کناره‌گیری کرد.

## سرپرستی در استقلال
جواد زرینچه در تاریخ ۱۳ تیر سال ۱۳۹۸ با حکم مدیرعامل وقت باشگاه استقلال تهران به عنوان سرپرست این تیم در نوزدهمین دوره لیگ برتر انتخاب شد. این سرپرستی در تاریخ ۱۸ آدر ۱۳۹۸ با کناره‌گیری او همزمان با استعفای مدیرعامل باشگاه (فتحی) و سرمربی باشگاه (استراماچونی) پایان یافت. وی برای بار دوم نیز در تاریخ ۱ شهریور ۱۴۰۰ سرپرستی استقلال را بر عهده گرفت.